# Nógrádszakál
Nógrádszakál is een plaats (község) en gemeente in het Hongaarse comitaat Nógrád. Nógrádszakál telt 661 inwoners (2001).